# Astérix : Sur la trace d'Idéfix
Astérix : Sur la trace d'Idéfix est un jeu vidéo d'action et de plates-formes développé par Rebellion Developments et édité par Infogrames, sorti en 2000 sur Game Boy Color.
Sa diffusion a été limitée à l'Europe.

## Accueil
- Jeuxvideo.com : 17/20[2]
- IGN : 8/10[1]